# Kilmessan
Kilmessan (iriska: Cill Mheasáin) är en ort i republiken Irland.   Den ligger i grevskapet An Mhí och provinsen Leinster, i den nordöstra delen av landet, 40 km nordväst om huvudstaden Dublin. Kilmessan ligger 74 meter över havet och antalet invånare är 586.
Terrängen runt Kilmessan är platt.Runt Kilmessan är det ganska glesbefolkat, med 39 invånare per kvadratkilometer. Närmaste större samhälle är Navan, 10,5 km norr om Kilmessan. Trakten runt Kilmessan består i huvudsak av gräsmarker.